# Dolichopeza devexa
Dolichopeza devexa är en tvåvingeart som beskrevs av Alexander 1937. Dolichopeza devexa ingår i släktet Dolichopeza och familjen storharkrankar.
Artens utbredningsområde är Kuba. Inga underarter finns listade i Catalogue of Life.